# Maxtv
MaxTV est une chaîne de télévision locale suisse. Ses studios étaient installés à Yverdon, dans le Canton de Vaud.

## Histoire de la chaîne
Créée en 1999, la chaîne a pour origine deux chômeurs ayant décidé de se lancer dans la création d'une télévision régionale. La télévision a reçu une concession de la part du Conseil Fédéral en 2000. En 2001, elle débute la diffusion de ses émissions.
La chaîne de télévision maxtv existe depuis 2001. Elle a diffusé pendant de nombreuses années sur Morges, Aubonne, Rolle, La Sarraz, etc. alors au bénéfice d'une concession fédérale. La loi ayant changé, maxtv s'est recentrée autour de ses studios de production basés à Yverdon, tout en continuant son mandat de télévision de proximité sur l'axe Yverdon-Morges. La chaîne est actuellement disponible via le service SwisscomTV dans toute la Suisse, sur Cablecom en Suisse Romande , ainsi que sur Internet (www.maxtv.ch). 
Le nom signifie M pour Morges, A pour Aubonne et X pour région.

## Organisation
MaxTV est gérée par la direction de la chaîne, ainsi que par les communes qui diffusent le canal.

### Dirigeants
- Johannes Hierl : Directeur
- Éric Gay : Directeur commercial

### Diffusion
Toute la Suisse par Bluewin TV de Swisscom ;
Suisse Romande par Cablecom (pack Classic)

## Émissions
- Info du jour : informations journalières
- Info Région : informations
- Notre Région : documentaires d'une heure sur diverses manifestations régionales.
- Plan large : reportages sans commentaire sur des manifestations locales.
- Place Publique : émission plateau d'actualité régionale et sujets de société.

La chaîne reprend en syndication d'autres émissions produites par des télévisions régionales telles que Bienvenue chez nous, Chiens et Chats (magazine animalier).

## Audience
D'après le Groupement des Télévisions Régionales Romandes (GTRR), MaxTV a un potentiel de 70 000 téléspectateurs.